# باول باردن
باول باردن (بالإنجليزية: Paul Barden)‏ هو لاعب كرة القدم الغالية أيرلندي، ولد في 1 يوليو 1980 في مقاطعة لونجفورد في جمهورية أيرلندا.